# Forest Hill, Louisiana
Forest Hill är en ort i Rapides Parish i delstaten Louisiana, USA.